# Dzsungel (album)
A Dzsungel a Mini együttes utolsó stúdióalbuma 1983-ból. A lemez nem érte el a kívánt sikert, nem sokkal a megjelenés után pedig feloszlott az együttes. Következő lemezük egy válogatáslemez volt 1993-ból, majd pedig a Mini 25 év rock c. koncertalbuma.

## Dalok
A dalszerzők nincsenek külön kiemelve.
1. Körbezárt a Dzsungel
2. Jaguárok, kolibrik és amazonok
3. Neon éjszakák
4. Álmodom
5. Indul a koncert
6. Arménia
7. Mániákus nosztalgia
8. Őrtorony

## Közreműködött
- Mini együttes
  - Török Ádám - ének, fuvola, ütőhangszerek
  - Németh Károly - zongora, elektromos zongora, szintetizátorok, strings, ütőhangszerek
  - Kunu László - gitár, basszusgitár, ütőhangszerek
  - Lakatos László - dob, ütőhangszerek
- Németh János - szaxofon, ütőhangszerek
- Fogarasi János - szintetizátorok, ütőhangszerek
- Horváth Kornél - ütőhangszerek
- Lengyel Zoltán - ütőhangszerek (2)
- Lovas György - ütőhangszerek (2)

## További információ
- Discogs